# Teleférico Bicentenario
Die Teleférico Bicentenario (deutsch Seilbahn Zweihundertjahrfeier) ist eine im Bau befindliche Luftseilbahn in den nördlichen Vororten Providencia, Vitacura und Huechuraba der chilenischen Hauptstadt Santiago de Chile. Sie soll die beiden Finanzzentren Sanhattan und Ciudad Empresarial miteinander verbinden. Die neue Gondelbahn wird drei Stationen auf 3,4 Kilometer Strecke bedienen und die erste Seilbahn im Großraum Santiago werden, die als Ergänzung zum U-Bahn-Netz Teil des Öffentlichen Personenverkehrs ist.

## Geschichte

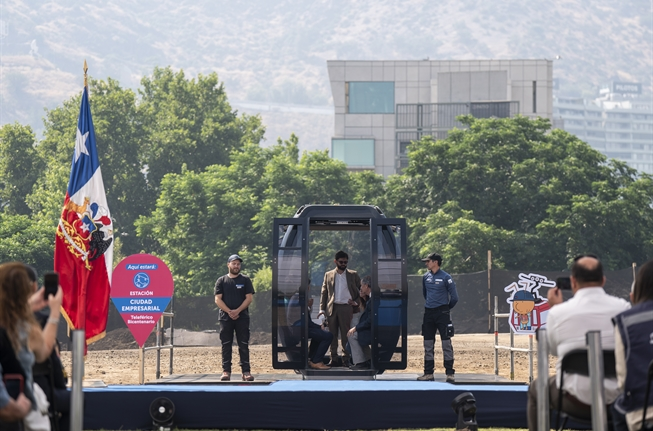
Präsident Gabriel Boric beim Ersten Spatenstich an der künftigen nördlichen Endstation Ciudad Empresarial

Das Projekt einer neuen Seilbahn im Norden Santiagos wurde bereits 2010 im Rahmen der Konsultationen zu Nueva Vía Limitada vorgestellt. Ursprünglich waren fünf Stationen, nämlich Metro Tobalaba, Costanera Center, Santa Rosa de Las Condes, Parque Bicentenario und Ciudad Empresarial vorgesehen. Die Fertigstellung war damals für 2018 angedacht, dem Jahr der 200-jährigen Unabhängigkeit Chiles, womit sich der Name der Seilbahn erklärt.
Am 22. Juli 2017 gaben der Minister für öffentliche Arbeiten, Alberto Undurraga, der Bürgermeister der Metropolregion, Claudio Orrego, und der Bürgermeister von Huechuraba, Carlos Cuadrado, das Projekt offiziell bekannt und starteten das Ausschreibungsverfahren. Das Projekt der Teleférico Bicentenario sollte im Rahmen einer Konzession für maximal 30 Jahre vergeben werden, die Gesamtbaukosten wurden mit 1.948.603 Unidad de Fomento, umgerechnet rund 69,7 Millionen Euro, veranschlagt. Das vorgestellte Projekt hatte eine Länge von etwa 3,4 Kilometern und vier Stationen. Die südliche Endstation wäre Luis Thayer Ojeda an der Plaza Nueva Zelanda in Providencia gewesen und hätte Anschluss an die Station Tobalaba der Linien 1 und 4 der Metro de Santiago gehabt. Als der Bau angekündigt wurde, kritisierte die Bürgermeisterin von Providencia, Evelyn Matthei, den Standort der südlichen Endstation und kündigte rechtliche Schritte an, um das Projekt zu stoppen. Leonardo Daneri, Präsident des Verbands der Konzessionäre für öffentliche Infrastrukturarbeiten (Copsa), behauptete unterdessen, die Studie beruhe auf einer Analyse zu alter Verkehrsdaten. Ricardo Abuauad, der damalige Direktor der Architekturfakultät der Universität Diego Portales, meinte dagegen, dass das Projekt die Verkehrsstaus in der Gegend nicht lösen würde.
Am 15. Januar 2018 öffnete das Ministerium für öffentliche Arbeiten die im Rahmen der Ausschreibung eingegangenen wirtschaftlichen Angebote. Im Oktober desselben Jahres einigten sich die Gemeinde Providencia und das Ministerium darauf, die südliche Endstation an die Kreuzung der Avenidas Vitacura und Nuevo Tajamar am San Carlos-Kanal zu verlegen. Nach dieser Umplanung würde die Fahrt 13 Minuten dauern und es gäbe 148 Kabinen mit einer Kapazität von jeweils 10 Personen.
Baubeginn für die Teleférico Bicentenario war am 20. Dezember 2023 durch Präsident Gabriel Boric an der zukünftigen Endstation Ciudad Empresarial in Huechuraba. Am 9. April 2025 präsentierte die Ministerin für öffentliche Arbeiten, Jessica López Saffie, zusammen mit dem Bürgermeister von Providencia, Jaime Bellolio, und dem Bürgermeister von Huechuraba, Maximiliano Luksic, die erste der 121 Kabinen vom Typ Omega V, aus denen das System bestehen wird. Die Kabinen werden von der Schweizer Firma Doppelmayr hergestellt und verfügen jeweils über eine maximale Kapazität von 10 Passagieren. Sie befördern somit bis zu 3.000 Passagiere pro Stunde und Richtung. Die Gesamtkosten wurden nunmehr mit 80 Millionen US-Dollar, umgerechnet 73,1 Millionen Euro, beziffert. Zu diesem Zeitpunkt waren 28 Prozent der Bauarbeiten abgeschlossen.

## Strecke
Die Seilbahn beginnt in Providencia am San Carlo-Kanal mit der südlichen Endstation Nueva Tobalaba (33° 25′ 0,5″ S, 70° 36′ 19,3″ W) an der gleichnamigen Straße in unmittelbarer Nähe des Gran Torre Santiago. Sie führt zuerst knapp 200 Meter nach Nordwest an das Ufer des Río Mapocho, wendet sich dort nordwärts, überquert den Fluss und erreicht nach 2,1 Kilometern die Zwischenstation Parque Metropolitano (33° 23′ 55,6″ S, 70° 36′ 30,2″ W) im Nordteil des gleichnamigen großen Stadtparkes von Santiago. Von dort geht es weiter in Richtung Nordwesten, den Canal El Carmen und die Autopista Vespucio Oriente überquerend, bis nach 3,4 Kilometern die nördliche Endstation Ciudad Empresarial (33° 23′ 26,7″ S, 70° 37′ 0,2″ W) erreicht wird.

## Technik
Die Teleférico Bicentenario wird eine Kleinkabinenumlaufseilbahn.
Die neue Seilbahn soll über 121 Kabinen verfügen, die jeweils bis zu zehn Personen befördern können. Damit sollen maximal 3.000 Personen je Stunde und Richtung bewegt werden. Die Kabinen vom Typ Omega V der Doppelmayr-Tochter CWA sind aus Aluminium, bieten eine Nutzlast von 800 Kilogramm, die mechanisch zu öffnenden Türen haben eine Einstiegsbreite von 900 Millimetern und sind bedingt barrierefrei. Die Fahrzeit für die Gesamtstrecke wird bei 13 Minuten liegen. Dies stellt eine erhebliche Verkürzung der heute auftretenden Fahrzeiten von etwa 45 Minuten dar.